# Pardes Safi
Pardes Safi (* 8. März 1987) ist ein afghanischer Beachvolleyballspieler.
Safi ist 1,83 groß und wiegt 83 Kilogramm. Er nahm 2012 an den dritten Asian Beach Games in Haiyang, China teil. 2014 nahm er mit seinem Spielpartner Habibullah Sadat an den Asienspielen in Incheon in Südkorea teil.